# Dyckia floribunda
Dyckia floribunda là một loài thực vật có hoa trong họ Bromeliaceae. Loài này được Griseb. mô tả khoa học đầu tiên năm 1879.

## Hình ảnh

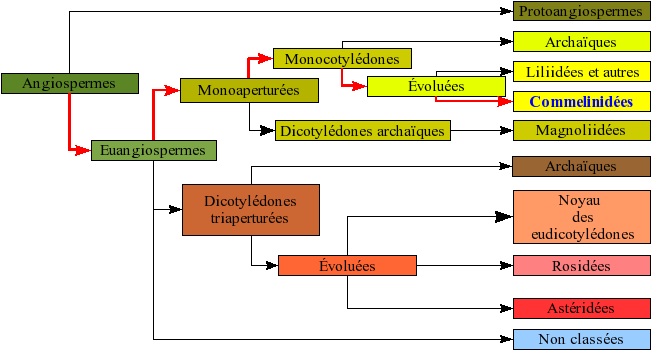